# Pishtiwan Sadiq
Pour les articles homonymes, voir Sadiq.
Pishtiwan Sadiq est un homme politique et universitaire kurde irakien né en 1969. Il est ministre des Dotations et des Affaires religieuses dans le gouvernement régional du Kurdistan depuis juillet 2019. Il fut précédemment ministre de l’Éducation de 2014 à 2019, et ministre par intérim des Dotations et des Affaires religieuses de 2015 à 2019. Il est également membre du conseil de direction du Parti démocratique du Kurdistan (PDK) depuis 2010.

## Biographie
Pishtiwan Sadiq naît en 1969. Il étudie à l'université de Salahaddin (en) à Erbil, où il décroche un doctorat en droit public, avec une thèse consacrée à l'autonomie du Kurdistan irakien. Plus tard, il devient lui-même professeur à la Faculté de droit de cette université. 
En 2010, il est élu membre du conseil de direction du Parti démocratique du Kurdistan (PDK). 
Le 18 juin 2014, il est nommé ministre de l'Éducation dans le 8e gouvernement régional du Kurdistan par le Premier ministre Netchirvan Barzani. Le 28 octobre 2015, il est également nommé ministre par intérim des Dotations (Waqf) et des Affaires religieuses, après l'éviction du précédent ministre. 
Le 10 juillet 2019, à l'occasion d'un changement de gouvernement, il est nommé pleinement ministre des Dotations et des Affaires religieuses par le nouveau Premier ministre, Masrour Barzani.